# Herbert Schmertz
Herbert "Herb" Schmertz (nascido em 22 de março de 1930) foi vice-presidente de assuntos públicos da Mobil Corporation. Foi durante a sua gestão que a companhia petrolífera tornou-se a maior financiadora de conteúdos da PBS.